# Tlabung
Tlabung es un pueblo situado en el distrito de Lunglei,  en el estado de Mizoram (India). Su población es de 7187 habitantes (2011). Se encuentra a 332 km de Aizawl, la capital del estado.

## Demografía
Según el censo de 2011 la población de Tlabung era de 4554 habitantes, de los cuales 2267 eran hombres y 2287 eran mujeres. Tlabung tiene una tasa media de alfabetización del 92,49%, superior a la media estatal del 91,33%: la alfabetización masculina es del 95,11%, y la alfabetización femenina del 89,87%.